# Machiko Satonaka
Machiko Satonaka (里中満智子, Satonaka Machiko) est une auteur de bande dessinée japonaise née le 27 janvier 1948 , à Osaka au Japon.

## Biographie
Elle commence son activité professionnelle en 1964 à l'âge de 16 ans avec le manga Pia no shōzō (ピアの肖像) publié dans le Shōjo Friend, œuvre pour laquelle elle remporte le Prix Shinjin manga (新人漫画賞)  de Kōdansha.
Elle est considérée[Par qui ?], avec Moto Hagio et Riyoko Ikeda, comme une des grandes figures du shōjo manga et une pionnière dans le manga pour jeunes femmes[réf. nécessaire].
Son style gracieux tout en étant académique[réf. nécessaire] tend vers un réalisme scénaristique[réf. nécessaire] loin des histoires à l'eau de rose habituelles de l'époque[réf. nécessaire].
Durant les années 70 et 80, elle travaille pour des éditeurs de manga qui sont désormais des classiques du genre[pertinence contestée] : Hime ga Iku et Ashita Kagayaku (pour lesquels elle recevra le prix Kodansha pour la culture[réf. nécessaire]), Kariudo no seiza en 1980 où elle recevra le prix Kodansha[réf. nécessaire] ainsi que de nombreuses séries historiques dont elle s'est aussi fait une spécialité[réf. souhaitée].
Elle collabore parfois avec Shinji Mizushima.
Toujours très active[Interprétation personnelle ?], elle est récompensée en 2006 par le ministère japonais de la culture et des sciences pour l'ensemble de son œuvre.
Boulimique de travail[réf. nécessaire], elle continue d'éditer régulièrement des œuvres liées notamment à l'histoire et fait partie de la Japan Cartoonist Association et du conseil pour la promotion de la politique culturelle[source insuffisante].

## Mangas disponibles en français
- Cléopâtre (クレオパトラ?), 1976, aux éditions Black Box[5]
- La Vie de Raffaello SANTI dit Raphaël (ラファエローその愛?), 1996,  aux éditions Black Box[6]

## Récompenses
- 1964 : Prix Shinjin manga pour Pia no Shōzō ;
- 1974 : Prix du manga Kōdansha : 5e Prix culturel Kōdansha, catégorie Mangas pour enfant :
  - Ashita kagayaku (あした輝く?, Des lendemains qui chantent, litt. « Demain brille ») ;
  - Hime ga iku ! (姫が行く！?, La Princesse s'en va !) ;
- 1982 : Prix du manga Kōdansha pour Karyūdo no Seiza ;
- 2006 : Prix du ministre de l'éducation de l'Association des auteurs de bande dessinée japonais.